# Susan Folkman
Pour les articles homonymes, voir Folkman.
Susan Folkman, née le 19 mars 1938, est une psychologue universitaire américaine. Elle est connue pour des travaux sur le stress et le coping.

## Biographie
Susan Folkman obtient son doctorat de psychologie en 1979, à l'université de Californie à Berkeley, où elle enseigne jusqu'en 1988. Elle est ensuite professeure à la faculté de médecine de l'université de Californie à San Francisco de 1990 à 2009, année de sa retraite académique.
De 2001 à 2009, elle est également professeure au Osher Center for Integrative Medicine.
Entre 2001 et 2004, Susan Folkman travaille pour le conseil du NIH/NIMH National Advisory Mental Health. Elle travaille également au sein de plusieurs groupes de recherche de l'Institut national de médecine et du NIH. Elle est également membre du bureau de l'Association américaine de psychologie. Entre 2002 et 2005, elle obtient un siège au sein de l'Academic Health Centers for Integrative Médicine. La même année, elle participe à la conférence nord-américaine sur la médecine complémentaire et alternative,.

## Recherches
Ses travaux sur le modèle transactionnel du stress et le coping, et particulièrement l'ouvrage Stress, Appraisal, and Coping, publié en 1984 avec Richard Lazarus (en), professeur de psychologie à l'université de Californie à Berkeley, lui ont valu une importante notoriété. Les deux chercheurs suggèrent que le stress peut être appréhendé non pas comme un pur phénomène de nature biologique (un stimulus), mais comme une influence réciproque entre l'individu et son environnement,. En ce sens, le mécanisme du stress est envisagé comme une « transaction » entre la personne et son environnement. Afin d'évaluer le degré de cette interaction de l'individu avec son environnement, les deux chercheurs se basent sur deux éléments : d'une part une mesure de type cognitive, autrement dit, une estimation de l'effet produit par un événement sur l'individu, et d'autre part, la façon dont l'individu fait face à un contexte donné. Selon Susan Folkman et Richard Lazarus, le « faire face » met en jeu deux processus : d'abord un ensemble de mécanismes cognitifs ayant pour objectif de réduire le stress, et un « comportement adaptatif » destiné à orienter le stress vers une pente de type rationnel, ou de type émotionnel. Pour les deux chercheurs, le coping se définit comme étant « un ensemble d’efforts cognitifs et comportementaux en perpétuel changement pour gérer les demandes externes ou internes évaluées comme mettant à l’épreuve ou excédant les ressources personnelles »,. À cet effet, le principe du coping établi par les deux psychologues, agit tel un « modérateur » dans l'interaction entre l'événement qui est à l'origine du stress et la détresse émotionnelle.
Susan Folkman et Richard Lazarus ont mis au point une échelle pour mesurer le coping, la WCC ou « Ways of Coping Checklist », traduite dans de plusieurs langues, dont le français.
En outre, les recherches de Susan Folkman ont mis en évidence que des émotions positives peuvent jouer un rôle important dans les soins apportés au patients atteint du cancer. De manière plus globale, les travaux de la psychologue américaine ont permis d'établir que ce type de psychologie positive peut intervenir significativement lors d'un processus de résilience.

## Publications
Cette liste, non exhaustive a pour objectif de récapituler les principales publications de la psychologue américaine :
- (en) « An Analysis of Coping in a Middle-Aged Community Sample », Journal of Health and Social Behavior, vol. 21, no 3,‎ septembre 1980, p. 219-239 (lire en ligne, consulté le 3 août 2017)
- Stress, Appraisal, and Coping, avec Richard S. Lazarus, New York, Springer, 1984  (ISBN 978-0826141910)
- (en) « Personal control and stress and coping processes : A theoretical analysis. », Journal of Personality and Social Psychology, vol. 46, no 4,‎ 1984, p. 839-852 (DOI https://dx.doi.org/10.1037/0022-3514.46.4.839, lire en ligne, consulté le 3 août 2017).
- (en) avec C. L. Park, « Meaning in the context of stress and coping. », Review of General Psychology, vol. 1, no 2,‎ 1997, p. 115-144 (lire en ligne).
- (co-dir.) Ethics in research with human participants, avec Bruce D. Sales, APA, 2000  (ISBN 978-1-55798-688-7)
- The Oxford handbook of stress, health, and coping, Oxford/New York, Oxford University Press, 2011  (ISBN 9780195375343)

## Distinctions
- 2009 : docteur honoris causa de l'université d'Utrecht[1]
- 2010 : Lifetime Achievement Award, California Psychological Association